# Spallanzania floridana
Spallanzania floridana är en tvåvingeart som först beskrevs av Townsend 1911.  Spallanzania floridana ingår i släktet Spallanzania och familjen parasitflugor.
Artens utbredningsområde är Florida. Inga underarter finns listade i Catalogue of Life.